# BREATH (山寺宏一のアルバム)
『BREATH』（ブレス）は、1992年12月16日に東芝EMI / FUTURE LANDより発売された山寺宏一のオリジナル・アルバム。

## 収録曲
1. 198X 〜夢の続きを話したい〜
  - 作詞：田口俊／作曲：小柴大造／編曲：原田末秋
2. In The Morning
  - 作詞：田口俊／作曲・編曲：馬飼野康二
3. Wonderful X'mas night
  - 作詞・作曲：山寺宏一／編曲：伊豆一彦
4. 僕たちの行く先
  - 作詞：田口俊／作曲：小柴大造／編曲：原田末秋
5. Shadowgraph
  - 作詞：田口俊／作曲：小柴大造／編曲：原田末秋
6. なんとなく ついてない
  - 作詞：田口俊／作曲・編曲：馬飼野康二
7. 風より、遠く
  - 作詞：むらこしアキヒコ／作曲・編曲：伊豆一彦
8. トランクの中の思い出
  - 作詞：田口俊／作曲：小柴大造／編曲：吉俣良
9. MOONRISE 〜月の魔力〜
  - 作詞：田口俊／作曲・編曲：馬飼野康二
10. いっしょに住もうよ
  - 作詞：田口俊／作曲・編曲：馬飼野康二